# Je reste ghetto
Singles par Tragédie
Éternellement
(2004) Bye Bye
(2005)
Je reste ghetto est une chanson du duo nantais Tragédie, en featuring avec Reed The Weed, sortie le 16 avril 2004 sous le label Warner Music Group. Il s'agit du 4e extrait de leur 1er album studio Tragédie. Le single entre dans le top 10 en France et le top 20 en Belgique (Wallonie).
La chanson figure dans le film Ong Bak, dont le clip de la chanson met en vedette l'acteur Tony Jaa, alors inconnu en 2004 en France.[réf. nécessaire]

## Liste des pistes
CD-Single
1. Je reste ghetto - 3:55
2. Tragedie - Hey Oh (Spanish) - 4:15

## Classement par pays
| Classement (2004)                       | Meilleure position |
| --------------------------------------- | ------------------ |
| France (SNEP)                           | 7                  |
| Belgique (Wallonie Ultratop 50 Singles) | 11                 |
| Suisse (Schweizer Hitparade)            | 35                 |